# Vũ Miên
Vũ Miên (chinois : 武檰 ; 1718 - 1782), était un historien et un fonctionnaire du Vietnam du XVIIIe siècle.